# Pievuccia
Pievuccia è una località del comune di Castiglion Fiorentino, in provincia di Arezzo, costituita dalla pieve omonima e dalle attigue case sparse, lungo la valle del Fosso Bigurro (prosecuzione del Fosso Ristonchia), una volta denominata di Ruccavo.

## Pievuccia
La chiesa della Pievuccia è di recente realizzazione, ma sostituisce una ben più antica pieve, ora non più esistente, detta Pieve di San Miniato al Ruccavo. Con quest'ultimo termine (derivante probabilmente dal latino "Rivus Cavus") in passato si indicava la piccola valle delimitata dalle alture di Castel d'Ernia e di Montecchio; in seguito venne rinominata valle del Bigurro.
La pieve di San Miniato era già citata nel 1105; nel 1201 i rappresentanti delle chiese ad essa sottoposte furono scomunicati dal vescovo in quanto avevano eletto il pievano senza averlo interpellato. Nel 1387 risultava essere rettore un certo don Nicola e nel 1429 tal don Antonio di Giovanni. Nel 1431 il numero delle chiese sottoposte alla pieve erano ben undici, tra cui Sant'Agata a Colonnata (l'odierno Poggiolo), San Biagio a Montecchio, San Martino a Ristonchia, San Nicola a Ruccavo e Sant'Andrea a Vitiano. Nel corso del XVI secolo la pieve perse di valore tanto da essere nominata Pievuccia (da qui il nome odierno). Nel 1862 il rettore don Luigi Aratoli venne assassinato. Nel 1866 cominciarono i lavori per la costruzione di una nuova chiesa più grande, dall'altro lato della strada; il nuovo edificio fu benedetto nel 1868. Nel 1910 fu eretto il campanile. 
Della antica chiesa rimangono pochi ruderi inglobati in un annesso ad un casolare, recentemente ristrutturato, dalla parte opposta della strada rispetto all'odierna Pievuccia; in particolare, si possono osservare dei pilastri portanti, alcune parti di archi, una monofora e una piccola nicchia forse anticamente usata per riporre oggetti liturgici.
Nei pressi del complesso, in corrispondenza di un'area privata adibita in passato a concimaia delimitata da un imponente gelso, era ubicato il cimitero. Si contano numerosi rinvenimenti di ossa umane da parte degli abitanti del posto, emerse durante l'esecuzione di lavori privati quali scavi per interramento di condotte e costruzione di muretti a secco. Secondo i racconti di diversi residenti, sarebbero stati numerosi gli episodi che in passato hanno avuto per protagoniste le anime in pena che, soprattutto a seguito della violazione del luogo sacro, avrebbero manifestato la loro contrarietà agli esecutori dei lavori privati, talvolta al centro di episodi sinistri e, ad oggi, ancora inspiegabili.
Attualmente la cura delle anime della Pievuccia viene eseguita dal parroco di Montecchio. Sotto la guida di Don Enrico Marini prima e, successivamente, di Padre Luigi Grazioli sono state svolte mirabili attività di accoglienza e di recupero di giovani con problemi familiari presso la scuola che attualmente ospita l'asilo nido Peter Pan. Nei locali parrocchiali, nelle ore pomeridiane, si svolgeva il doposcuola, grazie al quale molti giovani, spesso in difficoltà, hanno potuto migliorare la loro preparazione e le loro conoscenze didattiche.
I ragazzi del posto potevano usufruire di alcune attrezzature sportive, in particolare di una piscina, posta nei pressi della Chiesa ed attualmente riempita, di una piccola pista da motocross, ubicata all'interno del bosco situato nei pressi del tratto terminale del Fosso di Valibona ed attualmente in pessimo stato di manutenzione, e di un campo da calcio (conosciuto come "il campino"), posto nei pressi del nucleo abitato de La Cappella. Inoltre nella sala parrocchiale è stato attivo per buona parte degli anni 80 e 90 un circolo ricreativo, all'interno del quale i giovani gestivano un piccolo bar con sala giochi e, periodicamente, organizzavano eventi molto partecipati dalle persone del posto (in particolare recite in dialetto). Altro luogo di ritrovo molto conosciuto era la bottega Chimenti, chiusa ormai da più di 25 anni ed ubicata nei locali di una casa privata, attualmente non abitata, posta nei pressi della Chiesa.

## San Nicola a Ruccavo
San Nicola è oggi una piccola struttura in rovina ubicata in località Melone, nella valle antistante il castello di Montecchio. Citata nel 1105, la chiesa era allora dedicata a Santa Maria e a San Nicola. Nelle decime del 1274 risultava essere sottoposta alla pieve di San Miniato. Al momento della Visita pastorale del 1468 la chiesa risultava essere priva di cura d'anime ed era rettore don Alessio da Bivignano. Nel 1570 era rovinata ma venne restaurata sul finire del secolo. All'inizio del XIX secolo venne definitivamente abbandonata. Anticamente il livello del terreno era almeno due metri più basso rispetto allo stato attuale. L'edificio attuale mostra un'aula rettangolare di circa 9 metri per 7. Priva del tetto, invasa dai rampicanti, la costruzione mostra una grande crepa che quasi taglia a metà spessore la parte destra della facciata. Lungo il fianco destro, in basso, è graffita una testina umana stilizzata.

## La maestà della Madonna del latte
Questa piccola edicola si trova sulla strada per Ristonchia, nei pressi della chiesa detta della Pievuccia. In essa è rappresentata, in una ceramica policroma, la Madonna che allatta. Questa immagine ha recentemente sostituito una più antica, oggetto di particolare devozione da parte della gente locale. Infatti qui le persone si recavano a chiedere delle Grazie particolari e grattavano l'immaginetta in quanto la polvere ottenuta era curativa. Il volto e il petto mariani raffigurati nell'antica ceramica si erano quasi totalmente dissolti ed il quadretto venne pertanto sostituito.

## La badia di Sant'Andrea al Pozzo
La chiesa, nei pressi di Castiglion Fiorentino, ha origini molto antiche. Citata già nell'anno 1114, passò all'ordine dei camaldolesi prima del 1147; a quell'epoca era posizionata presso il porto della Chiana, cioè dell'antico fiume Clanis che attraversava l'odierna Valdichiana. In quegli anni tutta la valle cominciò ad impaludarsi, pertanto la chiesa si trovò nei pressi di uno dei laghetti formatisi in seguito all'evoluzione della valle. Probabilmente fu dedicata a Sant'Andrea proprio perché questi è il patrono dei pescatori e, in quel periodo, tanti castiglionesi si recavano nei laghetti circonvicini per pescare gli animali che vivevano nelle loro acque ferme e limacciose. La relazione della Visita apostolica del 1583 si esprime in termini molto positivi sulla condizione della badia, che fu descritta avere molte cose buone ed un reddito assai ricco ed ampio.
Nel 1810 la chiesa subì la soppressione napoleonica e fu data al conte don Simone Vincenzo Velluti Zati il quale promise però la non chiusura al culto, permettendo la celebrazione delle Messe due volte l'anno, per i giorni di Sant'Andrea e San Romualdo, fondatore dell'Ordine camaldolese. Riaperta al culto, per volere di papa Pio VIII, fu collocata in chiesa la Via Crucis nel 1829. Semidistrutto da un uragano nel 1876, l'edificio sacro venne ristrutturato subendo però l'abbassamento del tetto e il dimezzamento delle dimensioni.
La chiesa è una piccola aula ad unica navata; una porta a tendaggio la separa dall'antistante sagrestia a corridoio. In fondo l'unico altare con una scritta che ricorda i lavori conclusisi nel 1877; ai lati due quadri raffiguranti San Giuseppe e San Francesco che riceve le stimmate.

## Galleria d'immagini

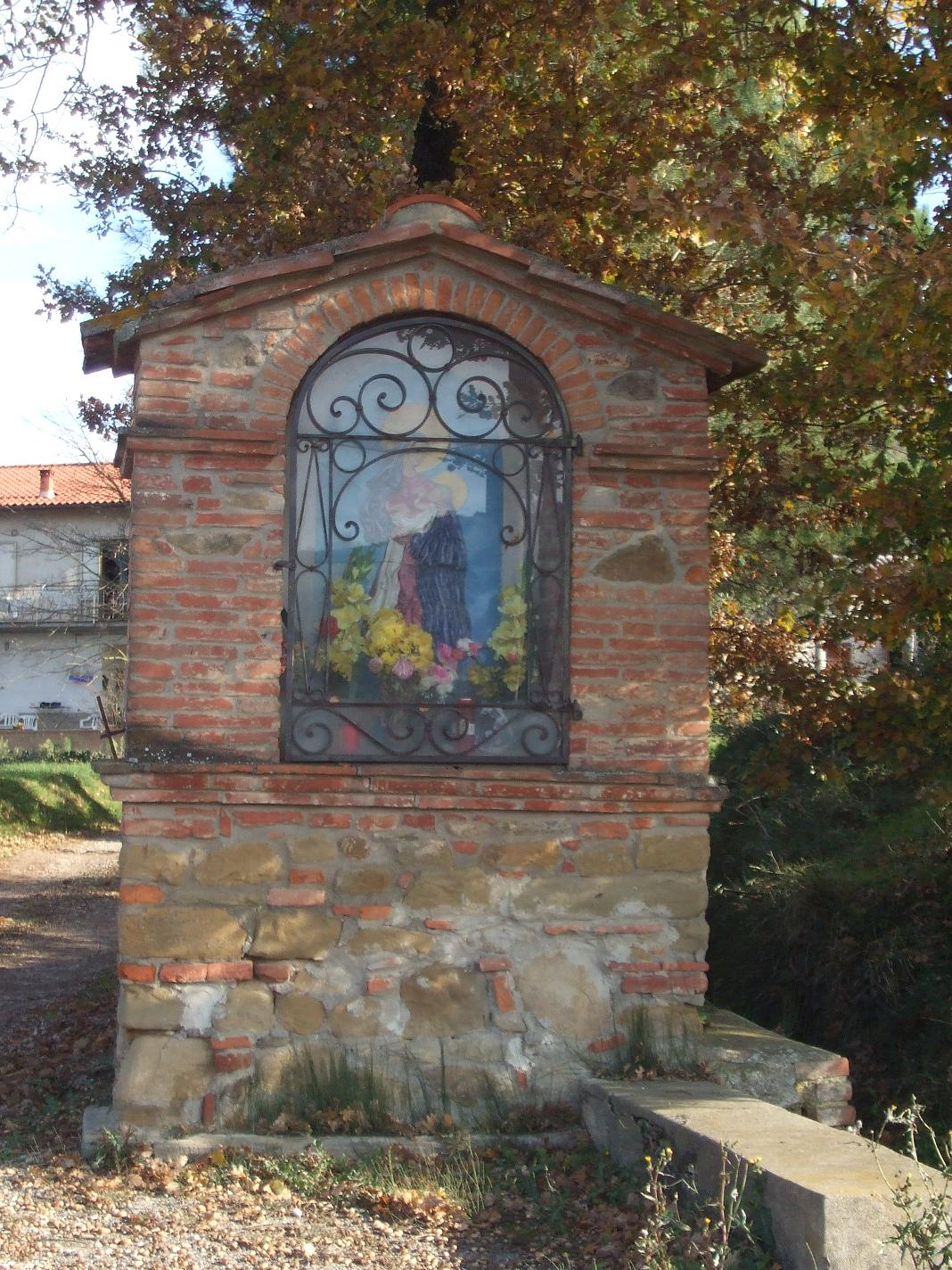
Maestà del Latte nei pressi della Pievuccia
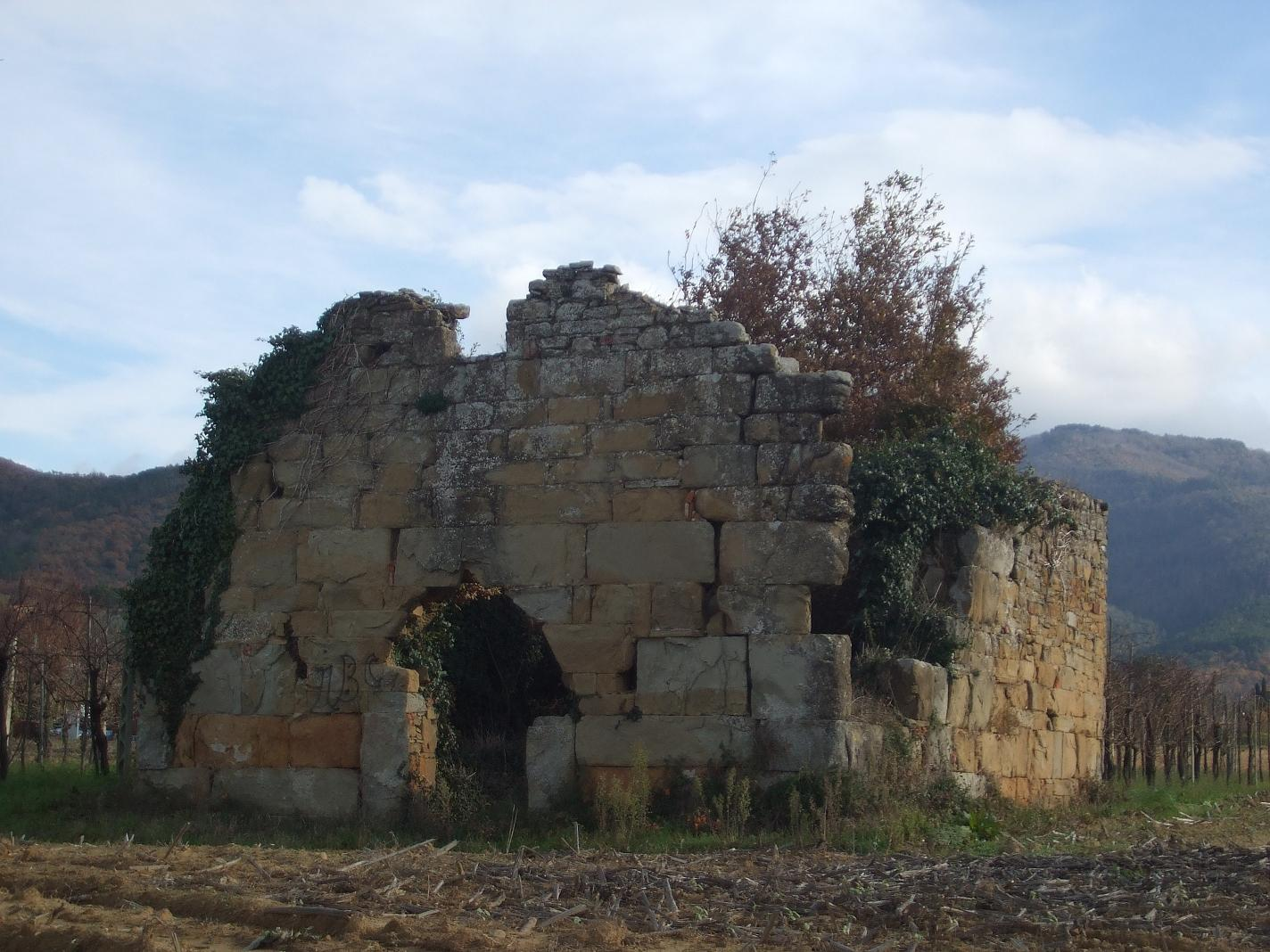
L'antica chiesa di San Nicola a Ruccavo, detta anche La cappella
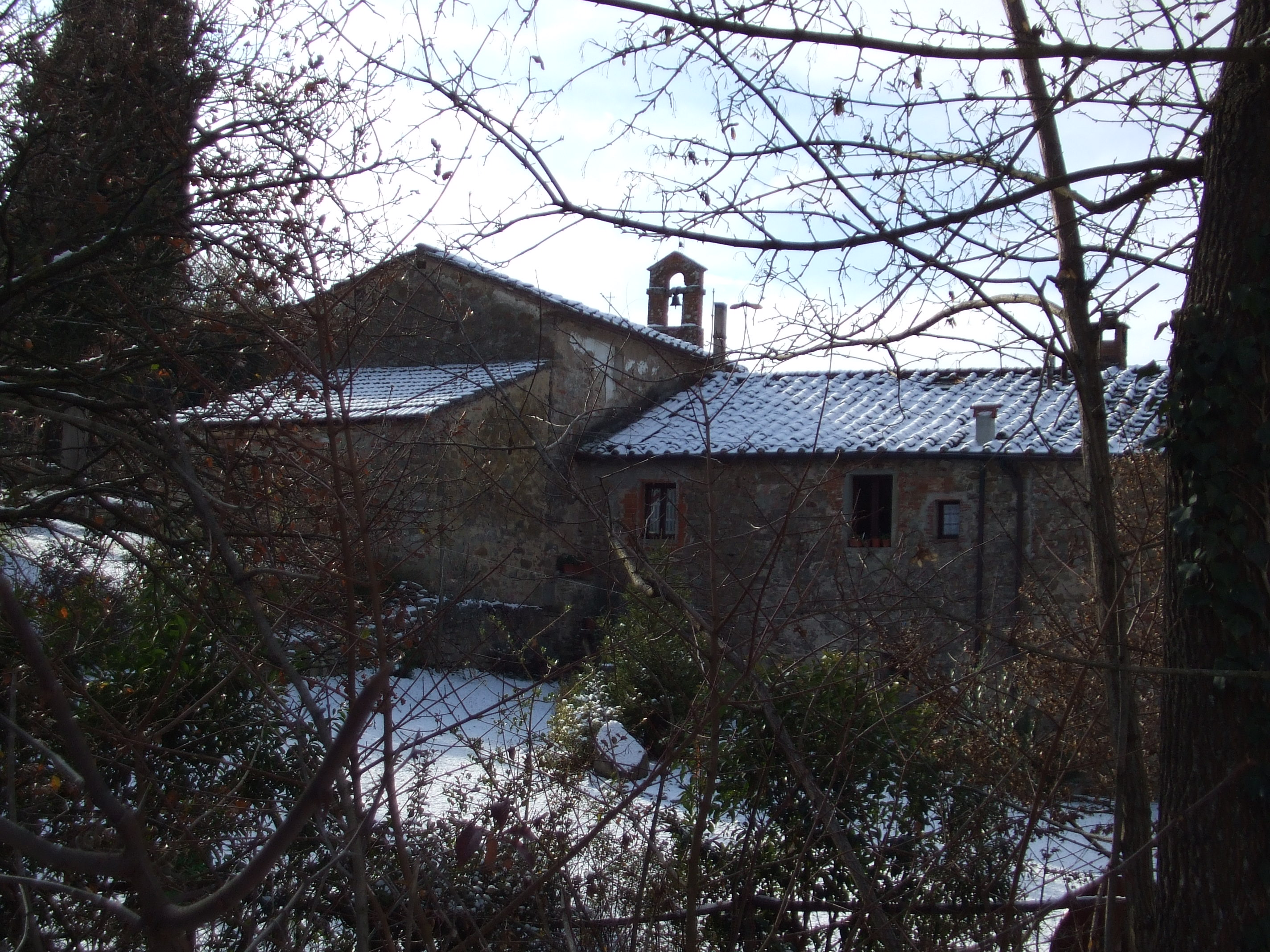
La ex badia benedettina di San Paterniano